# Jiří Středa
Jiří Středa (22. prosince 1932, Praha – 27. října 2010, Praha) byl český divadelní režisér, loutkář, dramaturg, autor divadelních her, zakladatel Divadla rozmanitostí v Mostě, pedagog, jedna z klíčových osobností českého loutkového divadla.

## Život a umělecké působení
Narodil se 22. prosince 1932 v Praze. Po středoškolských studiích na Střední uměleckoprůmyslové škole v Praze na Žižkově byl přijat na Divadelní fakultu AMU na nově založenou katedru loutkoherectví, kterou v roce 1956 ukončil jako jeden z prvních absolventů. V té době katedra loutkoherectví umožňovala jediné vysokoškolské vzdělání v oboru loutkářství v Evropě. Jeho profesorem a celoživotním vzorem byl zakladatel katedry JUDr. Erik Kolár. Vysokoškolské studium zakončil jako dramaturg písemnou prací Dětský hrdina v loutkových hrách mezi lety 1945 až 1955 a jako loutkoherec postavou Yen Lou ve hře Františka Pavlíčka Tři volavčí péra. Jeho manželkou byla loutkoherečka Eva Středová (* 1934).

### Dramaturg, režisér, umělecký šéf, autor
První loutkoherecké, režijní i autorské zkušenosti získal v Krajském divadle loutek v Ostravě. V roce 1958 krátce působil v Severočeském loutkovém divadle v Liberci, odkud odešel do Teplic do pozice uměleckého šéfa Krušnohorského loutkového divadla. Začal psát dramatické texty a věnovat se režii. V roce 1960 napsal jednu ze svých nejznámějších her Pohádky pana Pohádky, pásmo několika anekdoticky zhuštěných pohádek (O Budulínkovi, Červené Karkulce a Princezně na hrášku, později nahrazená Pohádkou o perníkové chaloupce a ještě později Pohádkou o kohoutkovi a slepičce). Pohádky propojuje vyprávění ústředního protagonisty, jenž je zároveň komentátorem, zpěvákem a hercem několika rolí. Pohádky pana Pohádky hrála řada profesionálních i amatérských divadel u nás i v zahraničí. Většinu vlastních dramatických textů také inscenoval a jeho hry a divadelní adaptace hraji loutková divadla stále. V roce 1961 odešel, jako dramaturg a režisér, do loutkového divadla Drak do Hradce Králové, kde obohatil repertoár o hodnotné inscenace, například Péťa a vlk, Divadlo v rukavičkách, či Revue pro 100 a jeden prst. Hradecké divadlo prosadil mezi přední české loutkové scény a připravil v divadle podmínky k dalšímu vývoji. Zde působil do roku 1965.

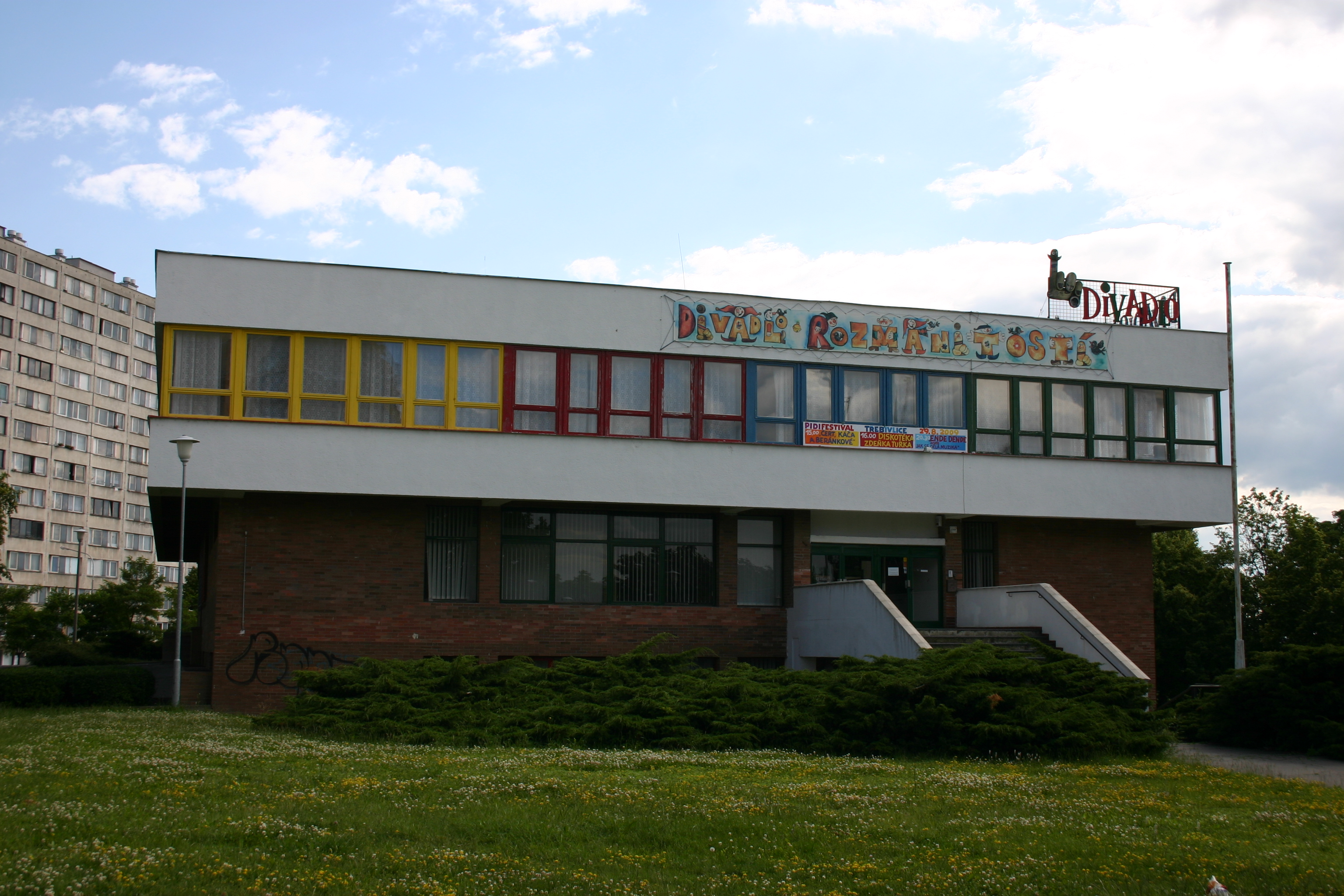
Divadlo Rozmanitostí Most

V letech 1971 až 1977 byl dramaturgem Divadla dětí v Plzni kde dramatizacemi české i světové epické literatury (J. A. Komenský, Ivan Olbracht, Vl. Vančura, A. Dumas, A.S. Puškin ad.) rozšiřoval zaměření repertoáru na odrostlejší mládež a dospělé publikum. V dalším desetiletí působil v Praze v Divadle Spejbla a Hurvínka a jako dramaturg a autor hledal pro S+H nová aktuální témata, např. vztah k technice (Pavel Grym: Ještě jeden Hurvínek, 1979), problémy dospívající mládeže (Šimek, Fousek: Hurvínkova diskotéka, 1979), ekologie (Jiří Středa: Hurvínek a Přeslička, 1984). S divadlem také absolvoval desítky zahraničních turné a zájezdů po Evropě. V roce 1987 spoluzaložil v Mostě s tehdejším ředitelem mosteckého divadla Jaroslavem Šnajdrem Divadlo rozmanitostí. Režíroval zde 9. října 1987 i první premiéru (Tak povídej, výprava Jaroslava Žátková) a deset let, do divadelní sezony 1996/1997 byl v divadle uměleckým šéfem. Jeho dramaturgie se zaměřila na publikum od nejmenších dětí, pro které připravoval inscenace evokující představivost, fantazii a radost ze hry, dospívající mládež oslovoval tituly umožňujícími rozehrát více vrstevnatou výpověď (García Lorca: Láska Dona Perlimplina a vášnivost Belisina; J. Středa: Kolumbus). Významnou součástí repertoáru byly hudební inscenace zaměřené na estetickou a citovou výchovu dětí. Některé inscenace divadla vznikly ve spolupráci s mosteckou činohrou, na jejíž velké scéně režíroval dva tituly: dětskou operu Anička skřítek a Slaměný Hubert a vlastní dramatizaci Cervantesova Dona Quijota, v němž spojil oba soubory – činoherní a loutkářský. Mimo to hostoval jako autor a režisér loutkových inscenací v Bratislavě, Brně, Liberci, Českých Budějovicích, Bánské Bystrici, Varšavě, Sofii, Záhřebu, na jevištích v Německu, Švédsku, Švýcarsku, Rumunsku, Jugoslávii a v Sovětském svazu.
Velká část jeho dramatické práce byla inspirována českou a světovou prózou. Zdramatizoval, nebo volně zpracoval díla bratří Čapků, Vítězslava Nezvala, Jiřího Mahena, Nikolaje V. Gogola, Josepha Rudyarda Kiplinga, Alexandra Dumase st., Antona Pavloviče Čechova, Jana Karafiáta, Františka Nepila a jiných autorů.
Napsal scénáře k televizním pořadům Koksáček to zařídí, Koksáček jede na prázdniny (režie Zdeněk Havlíček, 1956) a Nejmenší show na světě (režie Jaczek Wenzel, Varšava, 1979). Pro plzeňský rozhlas napsal a režíroval cyklus Spejblův rozhlasový převlečník (1979). Používal šifru js. Významnou část jeho díla tvoří překlady z polštiny, slovenštiny a chorvatštiny.

### Jiná umělecká činnost
V roce 1963 založil a od roku 1965 vedl divadlo Černý tyátr, kde v revuálních a kabaretních pořadech využíval k větší působnosti divadelní akce techniky černého divadla, tj. vizuálního splývání černých předmětů a černě maskovaných herců (případně jejich částí) s černým horizontem. V roce 1967 získalo divadlo půlroční angažmá v Las Vegas. Postupně se divadlu otevřely scény světových zahraničních zábavních divadel. Od 1971 pravidelně hostovalo divadlo v hamburském Hansa Theater, v roce 1972 účinkovali herci v Bejrútu, v dalších letech v Západním Berlíně, v Athénách a na Krétě, ve Stuttgartu a v roce 1989 v pařížské Olympii.
Byl iniciátorem a spolupořadatelem vzpomínkové akce ke 100. výročí narození Erika Kolára, spojené s výstavou českých loutek v Lobkovickém paláci na Pražském Hradě. Zahájena byla 7. dubna 2006 a sešla se zde celá loutkářská obec.
Společně se svojí dcerou, loutkoherečkou Kateřinou Táborskou, hercem Miroslavem Táborským a hercem Karlem Zímou založil divadelní spolek Anima Candida se zaměřením na divadelní představení pro nejmenší diváky.

### Historik a pedagog
Výjimečná byla jeho práce historika českého loutkového divadla. Z nápadu na seriál, pojednávající o divadlech kterými prošel, se zrodily cenné a dokumentačně výjimečné dějiny moderního českého loutkového divadla které publikoval ve 25 částech na pokračování v časopisu Loutkář v letech 2000 až 2004.
Kromě pohostinských režií a autorské tvorby se věnoval pedagogice. Vyučoval režii a dramaturgii na katedře loutkového a alternativního divadla DAMU a přednášel na Vyšší odborné herecké škole v Praze v oboru herectví s loutkou. Do tajů loutkářského řemesla uváděl i amatérské loutkáře na festivalu Loutkářská Chrudim, kde se od 1. ročníku v roce 1951 setkávají amatérské loutkářské soubory. Byl šéfredaktorem festivalového Zpravodaje Loutkářská Chrudim. Divadla, ve kterých působil, se pravidelně od roku 1970 zúčastňovala soutěžní přehlídky českých profesionálních loutkových divadel Skupova Plzeň a od roku 1972 festivalu profesionálních loutkových divadel Mateřinka.

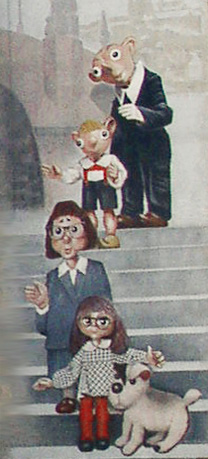
Divadlo S+H v Praze, fasáda

### Ocenění
- 1970 – Skupova cena za režii, Plzeň
- 1975 – Zlatý delfín, hlavní cena za režii, Varna
- 1981 – ocenění inscenace Tři volavčí pera ( autor F. Pavlíček) za režii
- 1989 – Cena českých dramatických umělců
- 1992 – Cena města Mostu za založení a vedení Divadla rozmanitostí, Most

## Dílo

### Knihy, dramatizace, texty (výběrově)
- STŘEDA, Jiří a Simonov, V. Drozd a liška: režijné poznámky k hre V.Simonova. V Bratislave: Slovenský dom ľudovej umeleckej tvorivosti v Bratislave, 1957. 1 sv.
- STŘEDA, Jiří. Komedie z plakátů: malý, dětský, loutkový, mravoučný i poučný kabaret. Praha: Dilia, 1961. 32 listů.
- STŘEDA, Jiří. Divadlo v rukavičkách: dětská loutková revue. V Praze: Dilia, 1962. 53 s.
- STŘEDA Jiří. Pohádky pana Pohádky: loutkové pásmo pro nejmenší. 1. vyd. Praha: Orbis, 1962. 42 s. Hry pro loutky; 65.
- STŘEDA, Jiří. Tri rozprávky z tisícich: bábková hra. Bratislava: Slovenské divadelné a literárne zastupiteľstvo, 1963. 29 s.
- STŘEDA, Jiří. Dvě pohádky z oblohy: pohádkové vyprávění pro luminiscenční techniku. [Praha: Orbis, 1967]. 15 s.
- STŘEDA, Jiří, ŽÁTKOVÁ, Jaroslava: Pohádka o perníkové chaloupce: hra pro 4 marionety, 3 loutkoherce, 3 židle. [Praha]: Orbis, [1967]. 14 stran.
- STŘEDA, Jiří. Pták Ohnivák a liška Ryška: Na motivy ze slovanských národních pohádek. Praha: Dilia, 1968. 76, [1] s.
- STŘEDA, Jiří. Anička Skřítek a Slaměný Hubert: loutková hra o 3 dějstvích, prologu a epilogu. Praha: Dilia, 1968. 95 s.
- STŘEDA, Jiří. Čaroděj ze země Oz: dramatizace na motivy knihy L.F. Bauma: v Praze 1968-1970. [Hradec Králové: Východočeské loutkové divadlo Drak, 1970]. 36 s.
- SLAVEN, Veljko. Dřevěná sláva lva Dřevoslova loutková hra pro nejmenší. Překlad Jiří STŘEDA. Praha: Dilia, 1974. 44 s.
- STŘEDA, Jiří. Pohádka noci štědrovečerní marionetová komedie volně na námět V.V. Gogola. Praha: Dilia, 1981. 53 s.
- STŘEDA, Jiří, SKUPA, Josef, GRYM, Pavel. Hurvínkovo malované povídání / Spejblův ilustrovaný zpravodaj. Praha? Divadlo Spejbla a Hurvínka 1982. 12 s.
- KIPLING, Rudyard a STŘEDA, Jiří. Mauglí. Překlad Jan Beránek a Zdeněk Hobzík. 1. [vyd.]. Praha: Dilia, 1986. 64 s.
- STŘEDA, Jiří a Mahen, Jiří. Měsíčkův synáček. 1. vyd. Praha: Dilia, 1988. 64 s.
- MAJEROVÁ, Marie a STŘEDA, Jiří. Pohádky pro kocoura. 1. vyd. Praha: Dilia, 1988. 47 s.
- Hurvínek v pohádkovém lese; Z Hurvínkova kalendáře [zvukový záznam]. Praha: Supraphon, [2006],1 CD audio (69:01)
- STŘEDA, Jiří. České profesionální loutkářství: pokus o zařazení. [S.l.: s.n., 2004]. 239 s., [68] s. obr. příl.
- Grym, Pavel et al. Hurvínkovy veselé Vánoce [zvukový záznam]. Praha: Supraphon, 2017. 1 CD audio (64:10). Archivní řada.
- STŘEDA, Jiří. České profesionální loutkářství: 1.část. Loutkář, 2000, s. 110-115 až STŘEDA, Jiří. České profesionální loutkářství: 25.část - Divadlo S+H. Loutkář, 2004, s. 249-251
- V knihovně Divadelního ústavu jsou uloženy strojopisy nebo xerokopie některých jeho knižně nevydaných prací: Křivoklád (1972, podle Karla Hynka Máchy), Druhá vánoční halelujáda (1974), Tak povídej (1975), Pohádka o princezně, která slzy do klína sypala (1982), O šípkové Růžence (1992), Kolumbus (1992), Broučci (1994, podle Jana Karafiáta) aj.[6]

### Film
- 1963 – Až přijde kocour - Komedie, režie: Vojtěch Jasný, herec: Jiří Středa a další

- 1964 – Bubny - Povídkový / Drama, režie: Ivo Novák, herec :Jiří Středa a další

- 1970 – Pohádky pana Pohádky - Loutkový / Krátkometrážní, režie: Josef Kaláb, Jiří Středa; scénář: Jiří Středa